# Intercontinental Rally Challenge
De Intercontinental Rally Challenge, afgekort IRC, was een kampioenschap in de rallysport. Het was bedoeld om jonge of amateur rijders een kans te geven om in internationaal erkende rallyevenementen te participeren, en het gaf daarnaast ook een innovatieve mogelijkheid op het gebied van televisie, gecreëerd door Eurosport. Het kampioenschap stond enkel open voor Groep N en Groep A auto´s met een capaciteit tot 2000cc (Super 2000, R1, R2, R3 en R4).
De serie werd in 2006 geïntroduceerd als de International Rally Challenge, maar werd het jaar daarop omgedoopt tot de huidige titel. Vanaf 2013 ging het kampioenschap op in het vernieuwde Europees Kampioenschap Rally. 

## Klasse deelnames
- Super 2000
- Groep N (productieklasse)
- R1, R2, R3 en R4

## Kampioen
| Seizoen | Rijder               | Navigator       | Auto                           | Constructeur |
| ------- | -------------------- | --------------- | ------------------------------ | ------------ |
| 2012    | Andreas Mikkelsen    | Ola Fløene      | Škoda Fabia S2000              | Škoda        |
| 2011    | Andreas Mikkelsen    | Ola Fløene      | Škoda Fabia S2000              | Škoda        |
| 2010    | Juho Hänninen        | Mikko Markkula  | Škoda Fabia S2000              | Škoda        |
| 2009    | Kris Meeke           | Paul Nagle      | Peugeot 207 S2000              | Peugeot      |
| 2008    | Nicolas Vouilloz     | Nicolas Klinger | Peugeot 207 S2000              | Peugeot      |
| 2007    | Enrique García Ojeda | Jordi Barrabés  | Peugeot 207 S2000              | Peugeot      |
| 2006    | Giandomenico Basso   | Mitia Dotta     | Fiat Grande Punto Abarth S2000 | Abarth       |